# Ír-tenger
Az Ír-tenger (angolul Irish Sea, írül Muir Éireann vagy Muir Meann, skót gaelül Muir Eireann, walesiül Môr Iwerddon, manxul Mooir Vannin) a Brit-szigetet az Ír-szigettől elválasztó tenger. A Kelta-tengerrel a Szent György-csatorna köti össze Írország és Wales között, északon pedig az Észak-Írország és Skócia közötti Északi-csatornán keresztül kapcsolódik az Atlanti-óceánhoz. Man-sziget szigete az Ír-tenger közepén fekszik.
A tenger gazdasági jelentősége főként a regionális kereskedelem, szállítás és közlekedés, valamint a halászat és energiatermelés (szél- és atomerőművek) ágazataiban jelentkezik.